# 十二指腸腺
十二指腸腺（duodenal gland）舊稱布倫納氏腺（Brunner's gland），是位於十二指腸黏膜下层的分支管泡状外分泌腺，分泌弱碱性黏液，含碳酸氫鹽，且含有多种与消化相关的酶。碱性黏液可中和來自胃的酸性食糜，保护肠道免受胃酸侵蚀。
布倫納氏腺的名稱來自於约翰·康拉德·布鲁内尔。

## 另見
- 腸腺